# Dreamed a Dream
Dreamed a Dream è un singolo discografico della cantante giapponese Ayumi Hamasaki, pubblicato nel 2020.

## Tracce
- Download digitale

1. Dreamed a Dream – 4:32 (testo: Ayumi Hamasaki – musica: Tetsuya Komuro)

- CD

1. Ohia no Ki – 4:36
2. Dreamed a Dream – 4:32
3. Ohia no Ki (Instrumental) – 4:36
4. Dreamed a Dream (Instrumental) – 4:32

## Video
Il videoclip della canzone è stato diretto da Masashi Muto.